# Ennio Antonelli
Ennio Antonelli (sinh 1936) là một Hồng y người Italia của Giáo hội Công giáo Rôma. Ông từng đảm trách vai trò Chủ tịch Hội đồng Giáo hoàng về Gia đình từ năm 2008 đến khi hồi hưu năm 2012.
Vốn xuất thân và lãnh đạo các giáo hội địa phương, trước khi gia nhập Giáo triều Rôma và nhận trọng trách Chủ tịch Hội đồng Giáo hoàng về Gia đình năm 2008, Hồng y Antonelli từng đảm nhận nhiều vai trò quan trọng tại các giáo phận cũng như các Hội đồng Giám mục, cụ thể, ông từng đảm nhận nhiều vai trò như: Giám mục chính tòa Giáo phận Gubbio (1982–1988), Tổng giám mục đô thành Tổng giáo phận Perugia–Città della Pieve (1988–1995), Tổng giám mục đô thành Tổng giáo phận Firenze (2001–2008), Giám quản Tông Tòa Tổng giáo phận Firenze (2008) và Tổng Thư kí Hội đồng Giám mục Italia (1995–2001).

## Tiểu sử
Hồng y Ennio Antonelli sinh ngày 18 tháng 11 năm 1936, tại Todi, Italia. Sau quá trình tu học dài hạn tại các cơ sở chủng viện theo quy định của Giáo luật Công giáo, ngày 2 tháng 4 năm 1960, Phó tế Antonelli, 24 tuổi, tiến đến việc được truyền chức linh mục. Nghi thức truyền chức linh mục cho ông được cử hành bởi Tổng giám mục Ilario Alcini, Tổng giám mục Hiệu tòa Nicaea. Tân linh mục là thành viên linh mục đoàn Giáo phận Todi.
Sau 22 năm thi hành các công tác mục vụ trên cương vị và thẩm quyền của một linh mục, ngày 25 tháng 5 năm 1982, Tòa Thánh loan tin Giáo hoàng đã quyết định chọn linh mục Ennio Antonelli vào hàng ngũ Giám mục đoàn Công giáo Hoàn vũ, với vị trí được trao phó là Giám mục chính tòa Giáo phận Gubbio. Lễ tấn phong cho vị tân chức được tổ chức sau đó vào ngày 29 tháng 8, với phần nghi thức truyền chức chính yếu được cử hành cách trọng thể bởi 3 giáo sĩ cấp cao, gồm vị chủ phong là Giám mục Decio Lucio Grandoni, giám mục chính tòa Giáo phận Orvieto; hai vị giáo sĩ còn lại, với vai trò phụ phong, bao gồm Giám mục Santo Bartolomeo Quadri, giám mục chính tòa Giáo phận Terni e Narni và Giám mục Antonio Fustella, giám mục chính tòa Giáo phận Saluzzo. Tân giám mục chọn cho mình khẩu hiệu: VOLUNTAS DEI PAX NOSTRA.
Sau 6 năm thực hiện các công việc mục vụ, Tòa Thánh quyết định thăng Giám mục Ennio Antonelli vào hàng ngũ Tổng giám mục, thuyên chuyển làm Tổng giám mục đô thành Tổng giáo phận Perugia-Città della Pieve. Thông tin bổ nhiệm được Tòa Thánh cho công bố vào ngày 6 tháng 10 năm 1988. Ông đảm nhiệm vai trò này được 7 năm thì quyết định từ nhiệm, và Tòa Thánh chấp thuận việc từ chức này vào ngày 26 tháng 5 năm 1995. Cùng ngày, ông được chọn làm Tổng Thư kí Hội đồng Giám mục Italia, và đảm nhận vai trò này đến ngày 5 tháng 4 năm 2001.
Sau 6 năm nghỉ dưỡng, ngày 20 tháng 3 năm 2001, Tòa Thánh quyết định bổ nhiệm Tổng giám mục Ennio Antonelli vào vị trí Tổng giám mục đô thành Tổng giáo phận Firenze. Gần hai tháng sau khi tin bổ nhiệm được công bố, ngày 20 tháng 5 sau đó, ông đã cử hành các nghi thức cần thiết để chính thức nhận chức vụ.
Qua Công nghị Hồng y năm 2003 cử hành ngày 21 tháng 10, Giáo hoàng Gioan Phaolô II đã vinh thăng Tổng giám mục Ennio Antonelli tước vị Hồng y. Tân Hồng y có Phẩm trật Hồng y Đẳng linh mục và nhà thờ Hiệu tòa được chỉ định là Sant'Andrea delle Fratte. Tân Hồng y đã đến nhận nhà thờ hiệu tòa của mình sau đó vào ngày 30 tháng 11 cùng năm.
Ngày 7 tháng 6 năm 2008, Hồng y Antonelli được bổ nhiệm là Chủ tịch Hội đồng Giáo hoàng về Gia đình, và giữ chức danh này đến ngày 26 tháng 6 năm 2012. Ông còn kiêm thêm vai trò Giám quản Tông Tòa Tổng giáo phận Firenze trong thời gian ngắn cho đến ngày 8 tháng 9 năm 2008.